# Всемирная ядерная ассоциация
Всемирная ядерная ассоциация (англ. World Nuclear Association, WNA) — международная организация, занимающаяся продвижением ядерной энергетики.
WNA ежегодно выпускает отчет с анализом событий и тенденций в мировой атомной отрасли.

Логотип Всемирной Ядерной Ассоциации

В 2003 году ассоциация принимала участие в создании Всемирного ядерного университета.